# Liste des distinctions de Carrie Underwood
Carrie Underwood est une chanteuse-compositrice de chansons américaine. Elle est signée avec Arista Nashville et en date de novembre 2008, elle a sorti 2 albums de studio. Carrie Underwood a été nommé un total de 73 fois, et a gagné 58 récompenses.

## Academy of Country Music Awards[1]
| Année | Travail nommé         | Titre                           | Résultat    |
| ----- | --------------------- | ------------------------------- | ----------- |
| 2006  | Carrie Underwood      | Révélation de l'année           | Récompensée |
| 2006  | Carrie Underwood      | Artiste de l'année              | Nommée      |
| 2006  | Jesus, Take the Wheel | Single de l'année               | Récompensée |
| 2006  | Jesus, Take the Wheel | Chanson de l'année              | Nommée      |
| 2007  | Carrie Underwood      | Chanteuse de l'année            | Récompensée |
| 2007  | Some Hearts           | Album de l'année                | Récompensée |
| 2007  | Before He Cheats      | Video de l'année                | Récompensée |
| 2007  | Before He Cheats      | Chanson de l'année              | Nommée      |
| 2007  | Before He Cheats      | Single de l'année               | Nommée      |
| 2008  | Carrie Underwood      | Chanteuse de l'année            | Récompensée |
| 2009  | Carrie Underwood      | Chanteuse de l'année            | Récompensée |
| 2009  | Carrie Underwood      | Spectacle de l'année            | Récompensée |
| 2009  | Carnival Ride         | Album de l'année                | Nommée      |
| 2009  | Just A Dream          | Vidéo de l'année                | Nommée      |
| 2010  | Carrie Underwood      | Spectacle de l'année            | Récompensée |
| 2010  | Carrie Underwood      | Triple Crown                    | Récompensée |
| 2010  | Carrie Underwood      | Chanteuse de l'année            | Nommée      |
| 2010  | Play On               | Album de l'année                | Nommée      |
| 2010  | Cowboy Casanova       | Chanson de l'année (Interprète) | Nommée      |
| 2010  | Cowboy Casanova       | Chanson de l'année (Auteur)     | Nommée      |
| 2010  | I Told You So         | Événement musical de l'année    | Nommée      |

## American Music Awards

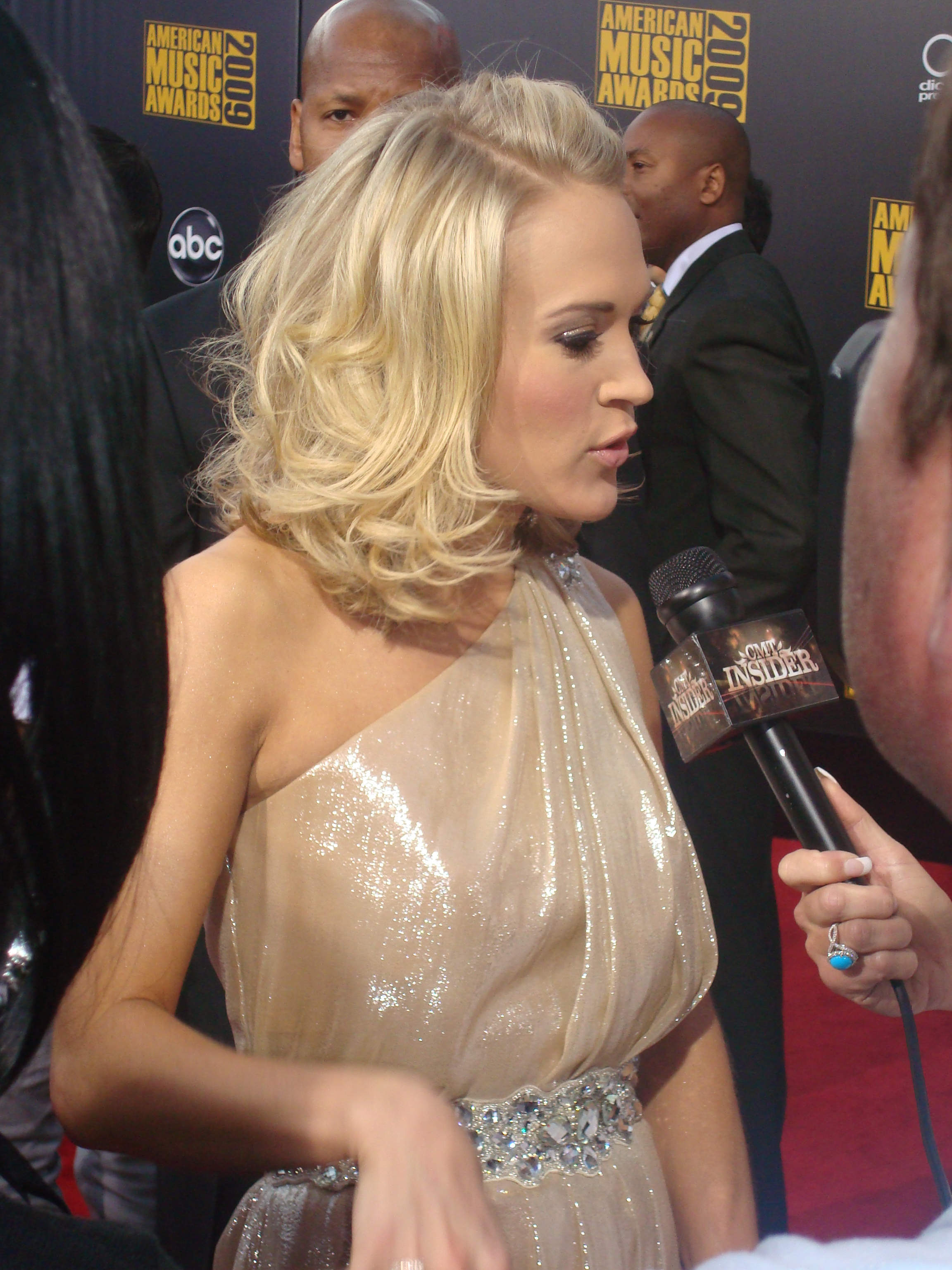
Carrie Underwood aux AMA 2009

| Année | Travail nommé    | Titre                                      | Résultat    |
| ----- | ---------------- | ------------------------------------------ | ----------- |
| 2006  | Carrie Underwood | Meilleure chanteuse Country                | Nommée      |
| 2006  | Carrie Underwood | Favorite New Breakthrough Artist           | Récompensée |
| 2007  | Carrie Underwood | Meilleure chanteuse Country                | Récompensée |
| 2007  | Some Hearts      | Meilleur album Country                     | Récompensée |
| 2007  | Carrie Underwood | Artist de l'année (T-Mobile Text-In Award) | Récompensée |
| 2008  | Carnival Ride    | Meilleur album Country                     | Récompensée |
| 2008  | Carrie Underwood | Meilleure chanteuse Country                | Nommée      |
| 2009  | Carrie Underwood | Meilleure chanteuse Country                | Nommée      |
| 2010  | Play On          | Meilleur album Country                     | Récompensée |

## Billboard Music Awards
| Année | Travail nommé      | Titre                                         | Résultat    |
| ----- | ------------------ | --------------------------------------------- | ----------- |
| 2005  | Inside Your Heaven | Top-Selling Hot 100 Song of the Year          | Récompensée |
| 2005  | Inside Your Heaven | Top-Selling Country Single                    | Récompensée |
| 2005  | Carrie Underwood   | Country Single Sales Artist of the Year       | Récompensée |
| 2006  | Carrie Underwood   | Female Country Artist of the Year             | Récompensée |
| 2006  | Some Hearts        | Album of the Year                             | Récompensée |
| 2006  | Some Hearts        | Country Album of the Year                     | Récompensée |
| 2006  | Carrie Underwood   | Country New Artist of the Year                | Récompensée |
| 2006  | Carrie Underwood   | Female Billboard 200 Album Artist of the Year | Récompensée |
| 2006  | Some Hearts        | Country Artist of the Year                    | Nommée      |
| 2007  | Carrie Underwood   | Female Country Artist of the Year             | Récompensée |
| 2007  | Some Hearts        | Country Album                                 | Récompensée |
| 2007  | Carrie Underwood   | Country Artist of the Year                    | Récompensée |
| 2007  | Carrie Underwood   | Female Billboard 200 Artist of the Year       | Récompensée |
| 2007  | Carrie Underwood   | Country Albums Artist of the Year             | Récompensée |
| 2008  | Carrie Underwood   | Country Songs Artist of the Year              | Récompensée |

## Canadian Country Music Awards
| Année | Travail nommé         | Titre                  | Résultat    |
| ----- | --------------------- | ---------------------- | ----------- |
| 2006  | Jesus, Take the Wheel | SOCAN Song of the Year | Récompensée |

## Country Music Association Awards
| Année | Travail nommé         | Titre                        | Résultat    |
| ----- | --------------------- | ---------------------------- | ----------- |
| 2006  | Carrie Underwood      | Chanteuse de l'année         | Récompensée |
| 2006  | Carrie Underwood      | Horizon Award                | Récompensée |
| 2006  | Jesus, Take the Wheel | Video musicale de l'année    | Nommée      |
| 2006  | Jesus, Take the Wheel | Single of the Year           | Nommée      |
| 2007  | Carrie Underwood      | Chanteuse de l'année         | Récompensée |
| 2007  | Before He Cheats      | Single de l'année            | Récompensée |
| 2007  | Before He Cheats      | Song of the Year             | Nommée      |
| 2007  | Before He Cheats      | Video musicale de l'année    | Nommée      |
| 2008  | Carrie Underwood      | Chanteuse de l'année         | Récompensée |
| 2008  | Carnival Ride         | Album de l'année             | Nommée      |
| 2009  | Carrie Underwood      | Chanteuse de l'année         | Nommée      |
| 2009  | I Told You So         | Événement musical de l'année | Nommée      |

## European Country Music Association Awards
| Année | Travail nommé    | Titre                       | Résultat    |
| ----- | ---------------- | --------------------------- | ----------- |
| 2008  | Carrie Underwood | Female Vocalist of the Year | Récompensée |

## Grammy Awards
| Année | Travail nommé         | Titre                          | Résultat    |
| ----- | --------------------- | ------------------------------ | ----------- |
| 2007  | Carrie Underwood      | Révélation de l'année          | Récompensée |
| 2007  | Jesus, Take the Wheel | Meilleure chanteuse de country | Récompensée |
| 2007  | Jesus, Take the Wheel | Meilleure chanson country      | Récompensée |
| 2008  | Before He Cheats      | Meilleure chanteuse de country | Récompensée |
| 2008  | Before He Cheats      | Meilleure chanson country      | Récompensée |
| 2009  | Last Name             | Meilleure chanteuse de country | Récompensée |
| 2010  | Just A Dream          | Meilleure chanteuse de country | Nommée      |
| 2010  | I Told You So         | Best Country Collaboration     | Récompensée |

## French Country Music Awards
| Année | Travail nommé    | Titre               | Résultat    |
| ----- | ---------------- | ------------------- | ----------- |
| 2010  | Carrie Underwood | Meilleure Chanteuse | Récompensée |
| 2010  | Cowboy Casanova  | Meilleure Video     | Récompensée |

## Country Music Television (CMT) Awards
| Année | Travail nommé         | Titre                                                           | Résultat    |
| ----- | --------------------- | --------------------------------------------------------------- | ----------- |
| 2006  | Carrie Underwood      | Révélation de l'année                                           | Récompensée |
| 2006  | Jesus, Take the Wheel | Femelle Video de l'année                                        | Récompensée |
| 2007  | Before He Cheats      | Video de l'année                                                | Récompensée |
| 2007  | Before He Cheats      | Femelle Video de l'année                                        | Récompensée |
| 2008  | So Small              | Femelle Video de l'année                                        | Nommée      |
| 2009  | Just A Dream          | Video de l'année                                                | Nommée      |
| 2010  | Carrie Underwood      | Performance de l'année: "Temporary Home" (CMT: Invitation Only) | Récompensée |
| 2010  | Cowboy Casanova       | Video de l'année                                                | Récompensée |
| 2010  | Cowboy Casanova       | Femelle Video de l'année                                        | Nommée      |

## CMT Online Awards
| Année | Travail nommé         | Titre                                  | Résultat    |
| ----- | --------------------- | -------------------------------------- | ----------- |
| 2006  | Jesus, Take the Wheel | Female Video Of The Year               | Récompensée |
| 2006  | Jesus, Take the Wheel | Breakthrough Video of the Year         | Récompensée |
| 2006  | Jesus, Take the Wheel | Most Inspiring Video Of The Year       | Nommée      |
| 2007  | Before He Cheats      | Video of the Year                      | Récompensée |
| 2007  | Before He Cheats      | Female Video of the Year               | Récompensée |
| 2008  | Carrie Underwood      | Most Digitally Active Female Artist    | Récompensée |
| 2008  | All-American Girl     | Most Streamed Country Song of the Year | Récompensée |
| 2008  | So Small              | Female Video of The Year               | Nommée      |

## Gospel Music Association Awards
| Année | Travail nommé           | Titre                             | Résultat    |
| ----- | ----------------------- | --------------------------------- | ----------- |
| 2006  | "Jesus, Take the Wheel" | Country Recorded Song of the Year | Récompensée |

## Inspirational Country Music Awards
| Année | Travail nommé           | Titre                                 | Résultat    |
| ----- | ----------------------- | ------------------------------------- | ----------- |
| 2006  | Carrie Underwood        | Mainstream Country Artist of the Year | Récompensée |
| 2006  | "Jesus, Take the Wheel" | Song of the year                      | Nommée      |
| 2006  | "Jesus, Take the Wheel" | Video of the year                     | Nommée      |
| 2008  | Carrie Underwood        | Mainstream Country Artist of the Year | Nommée      |
| 2008  | "So Small"              | Video of the Year                     | Nommée      |
| 2010  | "Temporary Home"        | Video of the Year                     | Récompensée |

## Music Row
| Année | Travail nommé    | Titre        | Résultat    |
| ----- | ---------------- | ------------ | ----------- |
| 2006  | Carrie Underwood | Critics Pick | Récompensée |

## NARP organization of record retail merchants
| Année | Travail nommé    | Titre                       | Résultat    |
| ----- | ---------------- | --------------------------- | ----------- |
| 2006  | Carrie Underwood | Breakthrough Country Artist | Récompensée |

## MTV Video Music Awards
| Année | Travail nommé    | Titre           | Résultat |
| ----- | ---------------- | --------------- | -------- |
| 2007  | Carrie Underwood | Best New Artist | Nommée   |

## People's Choice Awards
| Année | Travail nommé    | Titre                            | Résultat    |
| ----- | ---------------- | -------------------------------- | ----------- |
| 2007  | Before He Cheats | Meilleure chanson country        | Récompensée |
| 2007  | Carrie Underwood | Meilleure chanteuse country      | Récompensée |
| 2009  | Last Name        | Meilleure chanson country        | Récompensée |
| 2009  | Carrie Underwood | Meilleure chanteuse country      | Récompensée |
| 2009  | Carrie Underwood | Meilleure star de moins de 35ans | Récompensée |
| 2010  | Carrie Underwood | Meilleure chanteuse country      | Récompensée |

## Teen Choice Awards
| Année | Travail nommé      | Titre                        | Résultat    |
| ----- | ------------------ | ---------------------------- | ----------- |
| 2005  | Carrie Underwood   | Choice Reality Star - Female | Récompensée |
| 2006  | Carrie Underwood   | Best Female Artist           | Nommée      |
| 2006  | Carrie Underwood   | Breakout Female Artist       | Nommée      |
| 2007  | Carrie Underwood   | Choice Music - Female Artist | Nommée      |
| 2007  | "Before He Cheats" | Choice Music - Payback Track | Nommée      |
| 2008  | Carrie Underwood   | Red Carpet Fashion Icon      | Récompensée |
| 2009  | Carrie Underwood   | Best Album                   | Nommée      |

## World Music Awards
| Année | Travail nommé    | Titre                           | Résultat |
| ----- | ---------------- | ------------------------------- | -------- |
| 2006  | Carrie Underwood | World's Best-Selling New Artist | 2e       |